# Campeonato FIBA Américas Sub-16 de 2011
El Campeonato FIBA Américas Sub-16 de 2011 fue la 2ª edición del torneo de baloncesto organizado por FIBA Américas más importante a nivel americano para selecciones menores de 16 años. Se realizó en el Polifórum Benito Juárez en la ciudad de Cancún en el estado de Quintana Roo en México, del 21 al 25 de junio de 2011 y entregó tres plazas al mundial de baloncesto sub-17 2012

## Selecciones participantes
- Norteamérica:
  -  Estados Unidos
  -  Canadá
- Centroamérica y el Caribe:
  -  Costa Rica
  -  México (Sede)
  -  Puerto Rico
- Sudamérica:
  -  Argentina
  -  Brasil
  -  Chile

## Grupo A
|   | Equipo      | Pts | J | G | P | PF  | PC  | Dif |
| - | ----------- | --- | - | - | - | --- | --- | --- |
| 1 | Puerto Rico | 6   | 3 | 3 | 0 | 248 | 209 | +39 |
| 2 | Canadá      | 5   | 3 | 2 | 1 | 270 | 197 | +73 |
| 3 | Chile       | 4   | 3 | 1 | 2 | 186 | 230 | -44 |
| 4 | México      | 3   | 3 | 0 | 3 | 178 | 246 | -68 |

| 21 de junio, 14:00                    | Chile                                 | 51 - 96                               | Canadá                          |  |
| Reporte                               |                                       |                                       |                                 |  |
| Parciales: 12-23, 13-25, 16-31, 10-17 | Parciales: 12-23, 13-25, 16-31, 10-17 | Parciales: 12-23, 13-25, 16-31, 10-17 | Polifórum Benito Juárez, Cancún |  |
| Matias Sepulveda 15 puntos            | Pts                                   | Tyrell Bellot 16 puntos               | Polifórum Benito Juárez, Cancún |  |
| Martin Alonso Pino 4 rebotes          | Rebs                                  | Jordan Robinson 11 rebotes            | Polifórum Benito Juárez, Cancún |  |
| Martin Alonso Pino 5 asistencias      | Asists                                | Kevin Zabo 4 asistencias              | Polifórum Benito Juárez, Cancún |  |

| 21 de junio, 20:30                      | México                               | 68 - 78                              | Puerto Rico                     |  |
| Reporte                                 |                                      |                                      |                                 |  |
| Parciales: 9-26, 15-18, 27-23, 17-11    | Parciales: 9-26, 15-18, 27-23, 17-11 | Parciales: 9-26, 15-18, 27-23, 17-11 | Polifórum Benito Juárez, Cancún |  |
| Jaime Joel Villalobos 19 puntos         | Pts                                  | Ariel Laroy Watson 21 puntos         | Polifórum Benito Juárez, Cancún |  |
| Victor Mariscal 8 rebotes               | Rebs                                 | Ariel Laroy Watson 11 rebotes        | Polifórum Benito Juárez, Cancún |  |
| Jose Guillermo Hermosillo 3 asistencias | Asists                               | Eliel José González 3 asistencias    | Polifórum Benito Juárez, Cancún |  |

| 22 de junio, 16:00                    | Canadá                                | 86 - 90                               | Puerto Rico                     |  |
| Reporte                               |                                       |                                       |                                 |  |
| Parciales: 28-18, 13-22, 17-23, 28-27 | Parciales: 28-18, 13-22, 17-23, 28-27 | Parciales: 28-18, 13-22, 17-23, 28-27 | Polifórum Benito Juárez, Cancún |  |
| Kevin Zabo 17 puntos                  | Pts                                   | Miguel Andrés Cartagena 36 puntos     | Polifórum Benito Juárez, Cancún |  |
| Marial Shayok 6 rebotes               | Rebs                                  | Alexander Ian Morales 9 rebotes       | Polifórum Benito Juárez, Cancún |  |
| Kevin Zabo 5 asistencias              | Asists                                | Eliel José González 8 asistencias     | Polifórum Benito Juárez, Cancún |  |

| 22 de junio, 20:00                    | Chile                                 | 80 - 54                               | México                          |  |
| Reporte                               |                                       |                                       |                                 |  |
| Parciales: 32-12, 15-13, 11-17, 22-12 | Parciales: 32-12, 15-13, 11-17, 22-12 | Parciales: 32-12, 15-13, 11-17, 22-12 | Polifórum Benito Juárez, Cancún |  |
| Eugenio Luzcando 15 puntos            | Pts                                   | Omar De Haro 16 puntos                | Polifórum Benito Juárez, Cancún |  |
| Alejandro Paolo Torres 9 rebotes      | Rebs                                  | Jose Guillermo Hermosillo 7 rebotes   | Polifórum Benito Juárez, Cancún |  |
| Martin Alonso Pino 5 asistencias      | Asists                                | Omar De Haro 3 asistencias            | Polifórum Benito Juárez, Cancún |  |

| 23 de junio, 16:00                   | Puerto Rico                          | 80 - 55                              | Chile                           |  |
| Reporte                              |                                      |                                      |                                 |  |
| Parciales: 21-9, 23-10, 16-19, 20-17 | Parciales: 21-9, 23-10, 16-19, 20-17 | Parciales: 21-9, 23-10, 16-19, 20-17 | Polifórum Benito Juárez, Cancún |  |
| Miguel Andrés Cartagena 26 puntos    | Pts                                  | Matias Sepulveda 16 puntos           | Polifórum Benito Juárez, Cancún |  |
| Alexander Ian Morales 8 rebotes      | Rebs                                 | Sammis Daniel Reyes 9 rebotes        | Polifórum Benito Juárez, Cancún |  |
| Eliel José González 5 asistencias    | Asists                               | Martin Alonso Pino 3 asistencias     | Polifórum Benito Juárez, Cancún |  |

| 23 de junio, 20:00                    | México                                | 56 - 88                               | Canadá                          |  |
| Reporte                               |                                       |                                       |                                 |  |
| Parciales: 12-25, 15-14, 14-22, 15-27 | Parciales: 12-25, 15-14, 14-22, 15-27 | Parciales: 12-25, 15-14, 14-22, 15-27 | Polifórum Benito Juárez, Cancún |  |
| Omar De Haro 11 puntos                | Pts                                   | Kevin Zabo 16 puntos                  | Polifórum Benito Juárez, Cancún |  |
| Jose Guillermo Hermosillo 7 rebotes   | Rebs                                  | Jordan Robinson 11 rebotes            | Polifórum Benito Juárez, Cancún |  |
| Uriel Eugenio Beltran 2 asistencias   | Asists                                | Marial Shayok 5 asistencias           | Polifórum Benito Juárez, Cancún |  |

## Grupo B
|   | Equipo         | Pts | J | G | P | PF  | PC  | Dif  |
| - | -------------- | --- | - | - | - | --- | --- | ---- |
| 1 | Estados Unidos | 6   | 3 | 3 | 0 | 325 | 197 | +128 |
| 2 | Argentina      | 5   | 3 | 2 | 1 | 296 | 207 | +89  |
| 3 | Brasil         | 4   | 3 | 1 | 2 | 239 | 243 | -4   |
| 4 | Costa Rica     | 3   | 3 | 0 | 3 | 127 | 340 | -213 |

| 21 de junio, 16:00                  | Argentina                          | 130 - 28                           | Costa Rica                      |  |
| Reporte                             |                                    |                                    |                                 |  |
| Parciales: 39-8, 31-4, 28-12, 32-4  | Parciales: 39-8, 31-4, 28-12, 32-4 | Parciales: 39-8, 31-4, 28-12, 32-4 | Polifórum Benito Juárez, Cancún |  |
| Gabriel Deck 21 puntos              | Pts                                | Adrian Chavarria 10 puntos         | Polifórum Benito Juárez, Cancún |  |
| Jonathan Sebastian Sacco 12 rebotes | Rebs                               | Milton Jose Jiménez 7 rebotes      | Polifórum Benito Juárez, Cancún |  |
| Rodrigo Haag 5 asistencias          | Asists                             | Esteban Josue Moya 3 asistencias   | Polifórum Benito Juárez, Cancún |  |

| 21 de junio, 18:00                   | Brasil                               | 70 - 105                             | Estados Unidos                  |  |
| Reporte                              |                                      |                                      |                                 |  |
| Parciales: 19-33, 3-22, 27-25, 21-25 | Parciales: 19-33, 3-22, 27-25, 21-25 | Parciales: 19-33, 3-22, 27-25, 21-25 | Polifórum Benito Juárez, Cancún |  |
| Luis Felipe Ricci 16 puntos          | Pts                                  | Jabari Parker 27 puntos              | Polifórum Benito Juárez, Cancún |  |
| Lucas Dias 7 rebotes                 | Rebs                                 | Jabari Parker 10 rebotes             | Polifórum Benito Juárez, Cancún |  |
| Luis Felipe Ricci 4 asistencias      | Asists                               | Larry Carnail Austin 4 asistencias   | Polifórum Benito Juárez, Cancún |  |

| 22 de junio, 14:00                    | Costa Rica                            | 53 - 92                               | Brasil                          |  |
| Reporte                               |                                       |                                       |                                 |  |
| Parciales: 11-22, 14-27, 17-13, 11-30 | Parciales: 11-22, 14-27, 17-13, 11-30 | Parciales: 11-22, 14-27, 17-13, 11-30 | Polifórum Benito Juárez, Cancún |  |
| Milton Jose Jiménez 23 puntos         | Pts                                   | Lucas Dias 21 puntos                  | Polifórum Benito Juárez, Cancún |  |
| Milton Jose Jiménez 8 rebotes         | Rebs                                  | Lucas Dias 9 rebotes                  | Polifórum Benito Juárez, Cancún |  |
| Adrian Chavarria 3 asistencias        | Asists                                | Andre Mellim 7 asistencias            | Polifórum Benito Juárez, Cancún |  |

| 22 de junio, 18:00                    | Estados Unidos                        | 102 - 81                              | Argentina                       |  |
| Reporte                               |                                       |                                       |                                 |  |
| Parciales: 22-23, 30-11, 22-17, 28-30 | Parciales: 22-23, 30-11, 22-17, 28-30 | Parciales: 22-23, 30-11, 22-17, 28-30 | Polifórum Benito Juárez, Cancún |  |
| Jabari Parker 21 puntos               | Pts                                   | Álvaro Merlo 15 puntos                | Polifórum Benito Juárez, Cancún |  |
| Jahlil Okafor 11 rebotes              | Rebs                                  | Jonathan Sebastian Sacco 7 rebotes    | Polifórum Benito Juárez, Cancún |  |
| Tyus Robert Jones 7 asistencias       | Asists                                | Álvaro Merlo 4 asistencias            | Polifórum Benito Juárez, Cancún |  |

| 23 de junio, 14:00                  | Costa Rica                          | 46 - 118                            | Estados Unidos                  |  |
| Reporte                             |                                     |                                     |                                 |  |
| Parciales: 0-19, 7-40, 25-30, 14-29 | Parciales: 0-19, 7-40, 25-30, 14-29 | Parciales: 0-19, 7-40, 25-30, 14-29 | Polifórum Benito Juárez, Cancún |  |
| Milton Jose Jiménez 28 puntos       | Pts                                 | Conner Frankamp 22 puntos           | Polifórum Benito Juárez, Cancún |  |
| Esteban Josue Moya 9 rebotes        | Rebs                                | Aaron Gordon 18 rebotos             | Polifórum Benito Juárez, Cancún |  |
| Milton Jose Jiménez 1 asistencia    | Asists                              | Conner Frankamp 9 asistencias       | Polifórum Benito Juárez, Cancún |  |

| 23 de junio, 18:00                    | Brasil                                | 77 - 85                               | Argentina                       |  |
| Reporte                               |                                       |                                       |                                 |  |
| Parciales: 16-16, 18-18, 20-30, 23-21 | Parciales: 16-16, 18-18, 20-30, 23-21 | Parciales: 16-16, 18-18, 20-30, 23-21 | Polifórum Benito Juárez, Cancún |  |
| Fernando Henrique Stafleu 22 puntos   | Pts                                   | Gabriel Deck 23 puntos                | Polifórum Benito Juárez, Cancún |  |
| Lucas Dias 12 rebotes                 | Rebs                                  | Gabriel Deck 14 rebotes               | Polifórum Benito Juárez, Cancún |  |
| Luis Felipe Ricci 5 asistencias       | Asists                                | Gabriel Deck 6 asistencias            | Polifórum Benito Juárez, Cancún |  |

## 5 al 8 lugar
| 24 de junio, 14:00                    | Chile                                 | 105 - 48                              | Costa Rica                      |  |
| Reporte                               |                                       |                                       |                                 |  |
| Parciales: 30-10, 20-13, 26-11, 29-14 | Parciales: 30-10, 20-13, 26-11, 29-14 | Parciales: 30-10, 20-13, 26-11, 29-14 | Polifórum Benito Juárez, Cancún |  |
| Eugenio Luzcando 26 puntos            | Pts                                   | Milton Jose Jiménez 27 puntos         | Polifórum Benito Juárez, Cancún |  |
| Eugenio Luzcando 9 rebotes            | Rebs                                  | Jose Ricardo Brenes 9 rebotes         | Polifórum Benito Juárez, Cancún |  |
| Martin Alonso Pino 5 asistencias      | Asists                                | Jose Mario Palma 3 asistencias        | Polifórum Benito Juárez, Cancún |  |

| 24 de junio, 16:00                   | Brasil                              | 71 - 57                              | México                          |  |
| Reporte                              |                                     |                                      |                                 |  |
| Parciales: 9-8, 14-20, 20-11, 28-18  | Parciales: 9-8, 14-20, 20-11, 28-18 | Parciales: 9-8, 14-20, 20-11, 28-18  | Polifórum Benito Juárez, Cancún |  |
| Fernando Henrique Stafleu 24 puntos  | Pts                                 | Omar De Haro 21 puntos               | Polifórum Benito Juárez, Cancún |  |
| Fernando Henrique Stafleu 10 rebotes | Rebs                                | Jose Guillermo Hermosillo 9 rebotes  | Polifórum Benito Juárez, Cancún |  |
| Luis Felipe Ricci 4 asistencias      | Asists                              | Manuel Alexis Sandoval 5 asistencias | Polifórum Benito Juárez, Cancún |  |

## Partido por el 7 lugar
| 25 de junio, 14:00                    | Costa Rica                            | 66 - 76                                 | México                          |  |
| Reporte                               |                                       |                                         |                                 |  |
| Parciales: 15-19, 19-15, 16-24, 16-18 | Parciales: 15-19, 19-15, 16-24, 16-18 | Parciales: 15-19, 19-15, 16-24, 16-18   | Polifórum Benito Juárez, Cancún |  |
| Milton Jose Jiménez 24 puntos         | Pts                                   | Omar De Haro 24 puntos                  | Polifórum Benito Juárez, Cancún |  |
| Milton Jose Jiménez 12 rebotes        | Rebs                                  | Pedro Alfonso Sánchez 8 rebotes         | Polifórum Benito Juárez, Cancún |  |
| Milton Jose Jiménez 4 asistencias     | Asists                                | Jose Guillermo Hermosillo 2 asistencias | Polifórum Benito Juárez, Cancún |  |

## Partido por el 5 lugar
| 25 de junio, 16:00                  | Chile                               | 54 - 62                             | Brasil                          |  |
| Reporte                             |                                     |                                     |                                 |  |
| Parciales: 12-9, 7-15, 21-18, 14-20 | Parciales: 12-9, 7-15, 21-18, 14-20 | Parciales: 12-9, 7-15, 21-18, 14-20 | Polifórum Benito Juárez, Cancún |  |
| Martin Alonso Pino 14 puntos        | Pts                                 | Lucas Dias 14 puntos                | Polifórum Benito Juárez, Cancún |  |
| Sammis Daniel Reyes 8 rebotes       | Rebs                                | Lucas Dias 15 rebotes               | Polifórum Benito Juárez, Cancún |  |
| Martin Alonso Pino 4 asistencias    | Asists                              | Lucas Dias 4 asistencias            | Polifórum Benito Juárez, Cancún |  |

## Fase final

### Semifinal
| 24 de junio, 18:00                   | Estados Unidos                       | 113 - 70                             | Canadá                          |  |
| Reporte                              |                                      |                                      |                                 |  |
| Parciales: 31-7, 32-21, 29-16, 21-26 | Parciales: 31-7, 32-21, 29-16, 21-26 | Parciales: 31-7, 32-21, 29-16, 21-26 | Polifórum Benito Juárez, Cancún |  |
| Aaron Gordon 22 puntos               | Pts                                  | Anthony Pate 10 puntos               | Polifórum Benito Juárez, Cancún |  |
| Aaron Gordon 8 rebotes               | Rebs                                 | Miroslav Jaksic 8 rebotes            | Polifórum Benito Juárez, Cancún |  |
| Tyus Robert Jones 8 asistencias      | Asists                               | Kevin Zabo 1 asistencia              | Polifórum Benito Juárez, Cancún |  |

| 24 de junio, 20:00                    | Puerto Rico                           | 90 - 96                               | Argentina                       |  |
| Reporte                               |                                       |                                       |                                 |  |
| Parciales: 16-27, 12-21, 17-21, 45-27 | Parciales: 16-27, 12-21, 17-21, 45-27 | Parciales: 16-27, 12-21, 17-21, 45-27 | Polifórum Benito Juárez, Cancún |  |
| Miguel Andrés Cartagena 30 puntos     | Pts                                   | Gabriel Deck 33 puntos                | Polifórum Benito Juárez, Cancún |  |
| Ian Francisco Torres 6 rebotes        | Rebs                                  | Lucas Gargallo 9 rebotes              | Polifórum Benito Juárez, Cancún |  |
| William Manuelle Cruz 4 asistencias   | Asists                                | Álvaro Merlo 6 asistencias            | Polifórum Benito Juárez, Cancún |  |

### Partido por el 3 lugar
| 25 de junio, 18:00                   | Canadá                               | 86 - 65                              | Puerto Rico                     |  |
| Reporte                              |                                      |                                      |                                 |  |
| Parciales: 26-7, 14-11, 23-16, 23-31 | Parciales: 26-7, 14-11, 23-16, 23-31 | Parciales: 26-7, 14-11, 23-16, 23-31 | Polifórum Benito Juárez, Cancún |  |
| Kevin Zabo 16 puntos                 | Pts                                  | William Manuelle Cruz 18 puntos      | Polifórum Benito Juárez, Cancún |  |
| Chris McComber 15 rebotes            | Rebs                                 | Jan Carlos Vazquez 7 rebotes         | Polifórum Benito Juárez, Cancún |  |
| Tyrell Bellot-Green 3 asistencias    | Asists                               | Bryan D Rodríguez 3 asistencias      | Polifórum Benito Juárez, Cancún |  |

### Final
| 25 de junio, 20:00                    | Estados Unidos                        | 104 - 64                              | Argentina                       |  |
| Reporte                               |                                       |                                       |                                 |  |
| Parciales: 30-17, 24-13, 24-21, 26-13 | Parciales: 30-17, 24-13, 24-21, 26-13 | Parciales: 30-17, 24-13, 24-21, 26-13 | Polifórum Benito Juárez, Cancún |  |
| Aaron Gordon 24 puntos                | Pts                                   | Álvaro Merlo 14 puntos                | Polifórum Benito Juárez, Cancún |  |
| Aaron Gordon 15 rebotes               | Rebs                                  | Gabriel Deck 9 rebotes                | Polifórum Benito Juárez, Cancún |  |
| Tyus Robert Jones 7 asistencias       | Asists                                | Álvaro Merlo 4 asistencias            | Polifórum Benito Juárez, Cancún |  |

|                                   |
| Bandera de Estados Unidos         |
| Campeón Estados Unidos 2.º título |

## Clasificación
| Posición | Equipo         |
| -------- | -------------- |
| 1        | Estados Unidos |
| 2        | Argentina      |
| 3        | Canadá         |
| 4        | Puerto Rico    |
| 5        | Brasil         |
| 6        | Chile          |
| 7        | México         |
| 8        | Costa Rica     |

## Clasificados al Campeonato Mundial Sub-17 2012
| Bandera de Argentina | Bandera de Canadá | Bandera de Estados Unidos |
| Argentina            | Canadá            | Estados Unidos            |
| -------------------- | ----------------- | ------------------------- |